# ヨークタウン (バージニア州)
ヨークタウン（英: Yorktown）は、アメリカ合衆国バージニア州ヨーク郡にある国勢調査指定地域の地名である。2010年国勢調査の人口は195人だった。ヨークタウンは、1634年にバージニア植民地に造られた8つの郡の1つであるヨーク郡の郡庁所在地である。
ヨークタウンは、アメリカ独立戦争中の1781年、イギリス軍のコーンウォリス将軍が、大陸軍のワシントン将軍に降伏した場所として最も有名である。独立戦争はその後も続いたが、ヨークタウンでのイギリス軍の敗北が事実上の終戦となった。ヨークタウンは南北戦争でも重要な役割を果たした。北軍および南軍のどちらがヨークタウンを占領しているかに応じて、それぞれの支配地への補給物資を陸揚げする主要な港となった。
今日のヨークタウンは、ジェームズタウンとウィリアムズバーグとで作る歴史三角形(Historic Triangle) として知られる重要な国家資産の一部であり、植民地道路(Colonial Parkway)の東終端でもある。ヨークタウンはまた、アドベンチャー・サイクリング・アソシエーション(Adventure Cycling Association)が創設した自転車ツーリングのコースであるトランスアメリカ・トレイル(TransAmerica Trail)の東終端でもある。

## 歴史

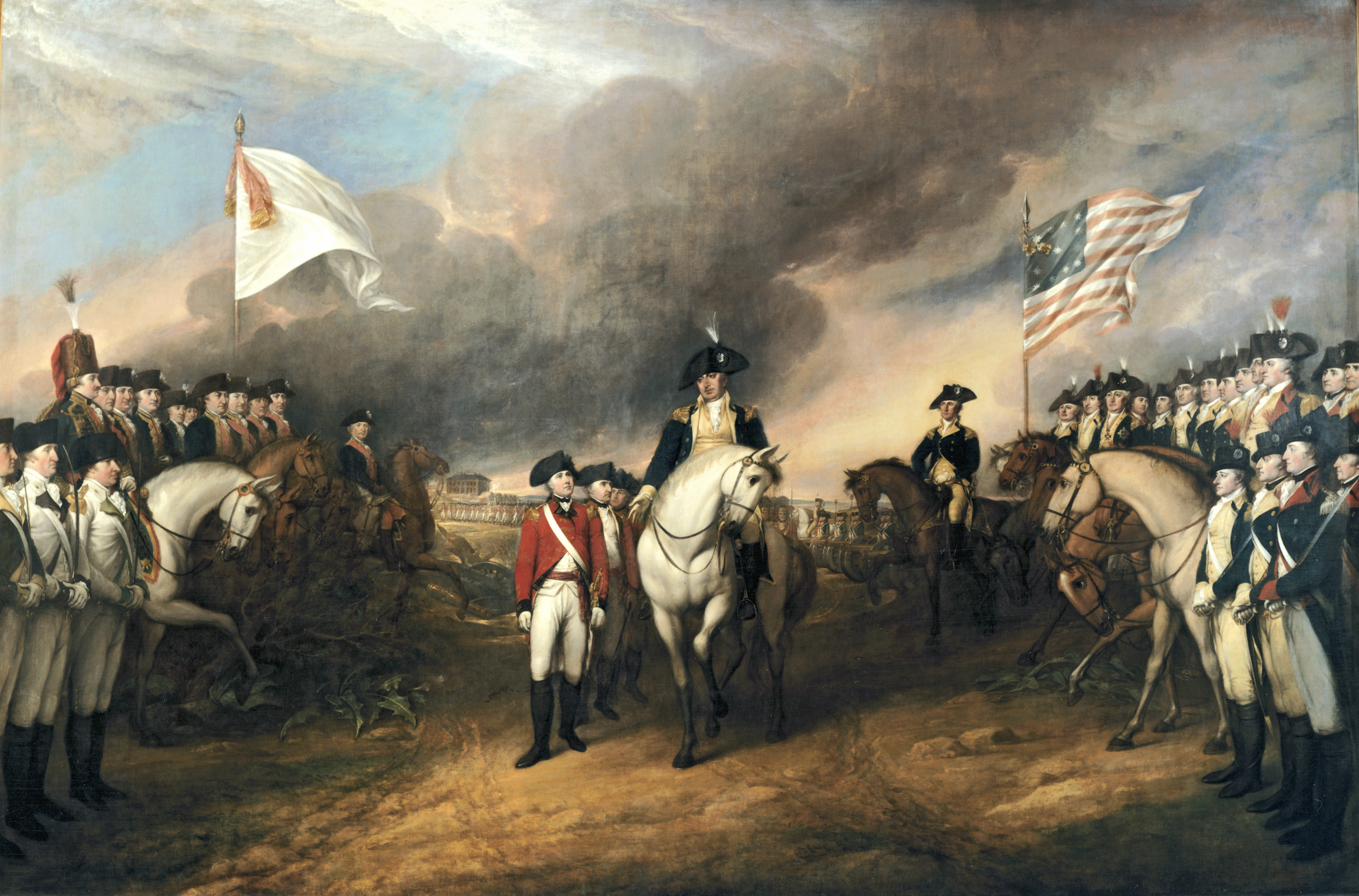
ヨークタウンにおけるコーンウォリス卿の降伏（ジョン・トランブル画、1797年）

ヨークタウンのある場所は、バージニアの川を支配し、チェサピーク湾に出て行くための戦略的に重要なポイントとなっている。
ヨークタウンは、1691年にヨーロッパへ煙草を積み出す港として造られ、北部イングランドの都市ヨークに因んで名付けられた。
ヨークタウンはアメリカ独立戦争の最後の戦闘となった1781年のヨークタウンの包囲戦でコーンウォリス将軍の基地であった。この頃の建物9棟が残っており、包囲側の大陸軍やフランス軍が掘った塹壕の跡も残されている。戦死したフランス軍兵士のための記念碑もある。
ヨークタウンは1862年の半島方面作戦でジョージ・マクレラン将軍指揮の北軍ポトマック部隊の基地でもあった。

## 地勢
ヨークタウンは 北緯37度14分04秒 西経76度30分35秒 / 北緯37.23444度 西経76.50972度 に位置する。

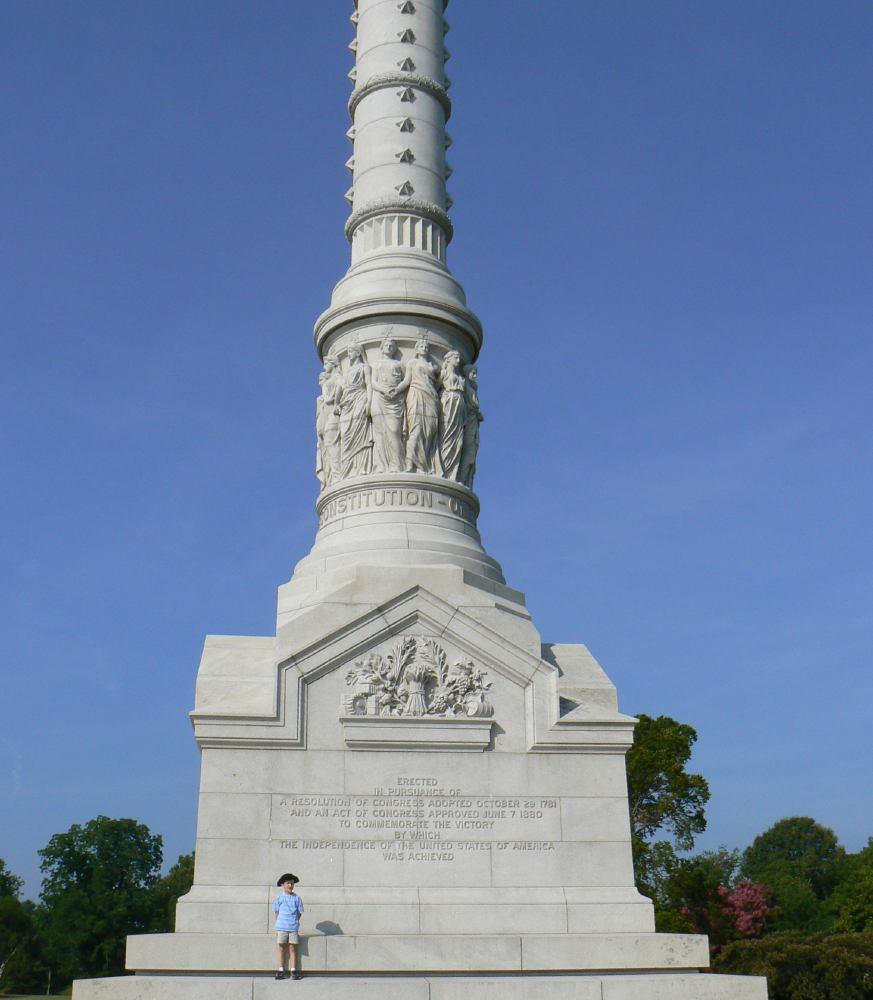
アメリカ独立戦争の戦勝記念碑、1884年建立

ヨークタウンはバージニア州南東部ヨーク川沿いにあって、いくつかの特徴がある。ヨークタウンの村すなわち歴史的ヨークタウンはヨーク川に架かるジョージ・P・コールマン記念橋が近く、これを通ってグロスタ・ポイントに至る。歴史的ヨークタウンはヨーク川の岸に沿った細長い土地であり、今は数軒の小さなレストラン、公園、ホテル、桟橋があり、2005年5月時点で小さな店やレストランが入る建物の計画がある。さらに崖の上にメインストリートがあり、歴史的な建物が残っている。元の郡役場、数軒の小さな店、ネルソンハウス、および戦勝記念碑がある。町の中心を囲むように住居が並ぶ。建築的に注目されるのは、元の郡役場近く教会通りに立つグレース・エピスコパル教会である。2005年5月に開店した店や飲食店が川沿いの遊歩道に並ぶ。町の外側の植民地国立歴史公園には古戦場とヨークタウン国立墓地がある。
州間高速道路17号線すなわちジョージ・ワシントン記念高速道路がヨークタウンに至る主要道路であり、コールマン橋への道と交差する。ヨーク郡は急速な発展を遂げている。15年前は小さな道が林の間を抜けていたものが、多くの郊外型商店が並ぶ交通量の多い地域となった。ヨーク郡の住宅の多くは17号線の支線に沿って立っている。ヨーク郡の最近の発展は、ヨークタウン近辺ではなく17号線近辺で起こった。この点でヨークタウンは、国立公園局の指導で、ウィリアムズバーグに似て、さらに歴史的な開拓村らしくなっている。
現在のヨーク郡には、2つの軍関連施設がある。
- ヨークタウン海軍武器基地（英語版）：アメリカ海軍の艦船が積み荷の上げ下ろしをする所。核兵器があるともいう。
- ヨークタウン沿岸警備隊訓練所

ヨークタウンはノーフォークの海軍基地にも近い。またニューポート・ニューズの造船所もある。

## 人口統計
2000年の統計によると、ヨークタウンの人口は2032人、117世帯、45家族が住んでいる。人口密度は122.5人/km2 (314.9人/平方マイル)である。家屋数は129軒であり、家屋密度は77.8軒/km2 (200.1軒/平方マイル)である。人種構成は、白人99.995％、2種以上の混血0.004%となっている。
117世帯があり、そのうち8.5%は18歳未満の子供と同居している。32.5%は同居している既婚者、6.8%は夫のいない女性の世帯、60.7%は非家族である。一人住まいは53.8%、16.2％は65歳以上の独居高齢者である。1世帯あたり1.74人、1家族あたり2.63人となっている。
年代別構成をみると、18歳未満9.4%、18歳から24歳まで6.4%、25歳から44歳まで28.6%、45歳から64歳まで32.5%、65歳以上23.2%となっている。年齢中央値は48歳である。女性100人に対し男性は93.3人、18歳以上の女性100人に対し男性85.9人である。
1世帯当たりの収入中央値は$30,804であり、1家族あたりでは$74,000となる。男性は$26,964女性は$16,923である。一人当たりの収入は$24,748である。貧窮線より下の家族や人はいない。